# Освајачи медаља на европским првенствима у атлетици на отвореном — 400 метара за мушкарце
Освајачи медаља на европским првенствима у атлетици на отвореном у дисциплини трчања на 400 метара, која је у програму од првог Европског првенства у Торину 1934., приказани су у следећој табели са постигнутим резултатима, рекордима и билансом освојених медаља по земљама и појединачно у овој дисциплини. Резултати су приказани у секундама.
Најуспешнији појединци, после 26 европских првенстава, су Роџер Блек и Метју Хадсон-Смит из Уједињеног Краљевства са 2 златне и 1 сребрне медаље. Од земаља најуспешније је Уједињено Краљевство са укупно 24 медаља од чега 13 златних, 6 сребрних и 5 бронзаних.
Рекорд европских првенстава на отвореноми држи Александер Дум из Белгије са 44,15 секунди који је постигао у финалној трци Европског првенства у Риму 10. јуна 2024.

## Освајачи медаља на европским првенствима на отвореном
| Европско првенство     |                                          | Резултат   |                                          | Резултат |                                            | Резултат |
| Торино 1934 детаљи     | Адолф Мецнер Немачка                     | 47,9 РЕП   | Пјер Скавински · Француска               | 48,0     | Бертил фон Вахенфелт · Шведска             | 48.0     |
| Париз 1938 детаљи      | Годфри Браун · Уједињено Краљевство      | 47,4 РЕП   | Карл Баугартен · Холандија               | 48,2     | Ерих Линхоф · Немачка                      | 48,8     |
| Осло 1946 детаљи       | Нилс Холст-Серенсен · Данска             | 47,9       | Жак Линис · Француска                    | 48,3     | Дерек Пуг · Уједињено Краљевство           | 48,9     |
| Брисел 1950 детаљи     | Дерек Пуг · Уједињено Краљевство         | 47,3 РЕП   | Жак Линис · Француска                    | 47,6     | Ларс Волфбранд · Шведска                   | 47,9     |
| Берн 1954 детаљи       | Ардалион Игнатјев · Совјетски Савез      | 46,6 РЕП   | Војто Хелстен · Финска                   | 47,0     | Золтан Адамик · Мађарска                   | 21,2     |
| Стокхолм 1958 детаљи   | Џон Рајтон · Уједињено Краљевство        | 46,3 РЕП   | Џон Солсбери · Уједињено Краљевство      | 46,5     | Карл-Фридрих Хас · Западна Немачка         | 47,0     |
| Београд 1962 детаљи    | Роби Брајтвел · Уједињено Краљевство     | 45,9 РЕП   | Манфред Киндер · Западна Немачка         | 46,1     | Ханс-Јоахим Реске · Западна Немачка        | 46,4     |
| Будимпешта 1966 детаљи | Станислав Гређињски · Пољска             | 46,0       | Анджеј Бадењски · Пољска                 | 46,2     | Манфред Киндер · Западна Немачка           | 46,3     |
| Атина 1969 детаљи      | Јан Вернер · Пољска                      | 45,75 РЕП  | Жан Клод Нале · Француска                | 45,81    | Станислав Гређињски · Пољска               | 45,83    |
| Хелсинки 1971 детаљи   | Дејвид Џенкинс · Уједињено Краљевство    | 45,49 РЕП  | Марчело Фјасконаро · Италија             | 45,40    | Јан Вернер · Пољска                        | 45,57    |
| Рим 1974 детаљи        | Карл Конц · Западна Немачка              | 45,04 =РЕП | Дејвид Џенкинс · Уједињено Краљевство    | 45,67    | Бернд Херман · Западна Немачка             | 45,78    |
| Праг 1978 детаљи       | Франц-Петер Хофмајстер · Западна Немачка | 45,73 РЕП  | Карел Коларж · Чехословачка              | 45,77    | Франсис Демартон · Француска               | 45,97    |
| Атина 1982 детаљи      | Хартмут Вебер · Западна Немачка          | 44,72 РЕП  | Андреас Кнебел · Источна Немачка         | 45,29    | Виктор Манкин · Совјетски Савез            | 45,30    |
| Штутгарт 1986 детаљи   | Роџер Блек · Уједињено Краљевство        | 44,59 РЕП  | Томас Шенлебе · Источна Немачка          | 44,63    | Матијас Шерзинг · Источна Немачка          | 44,85    |
| Сплит 1990 детаљи      | Роџер Блек · Уједињено Краљевство        | 45,08      | Томас Шенлебе · Источна Немачка          | 45,13    | Јенс Карловиц · Источна Немачка            | 45,27    |
| Хелсинки 1994 детаљи   | Дуејн Ладеџо · Уједињено Краљевство      | 45,09      | Роџер Блек · Уједињено Краљевство        | 45,20    | Матијас Рустерхолц · Швајцарска            | 45,96    |
| Будимпешта 1998 детаљи | Ајван Томас · Уједињено Краљевство       | 44,52 РЕП  | Роберт Маћковјак · Пољска                | 45,04    | Марк Ричердсон · Уједињено Краљевство      | 45,14    |
| Минхен 2002. детаљи    | Инго Шулц · Немачка                      | 45,14      | Давид Канал · Шпанија                    | 45,24    | Данијел Кејнс · Уједињено Краљевство       | 45,28    |
| Гетеборг 2006 детаљи   | Марк Ракил · Француска                   | 45,02      | Владислав Фролов · Русија                | 45,09    | Лесли Ђон · Француска                      | 45,40    |
| Барселона 2010 детаљи  | Кевин Борле · Белгија                    | 45,08      | Мајкл Бингам · Уједињено Краљевство      | 45,23    | Мартин Руни · Уједињено Краљевство         | 45,23    |
| Хелсинки 2012 детаљи   | Павел Маслак · Чешка                     | 45,24      | Марцел Деак-Нађ · Мађарска               | 45,52    | Јаник Фонса · Француска                    | 45,82    |
| Цирих 2014 детаљи      | Мартин Руни · Уједињено Краљевство       | 44,71      | Метју Хадсон-Смит · Уједињено Краљевство | 44,75    | Доналд Санфорд Израел                      | 45,27    |
| Амстердам 2016 детаљи  | Мартин Руни · Уједињено Краљевство       | 45,29      | Павел Маслак · Чешка                     | 45,36    | Лимарвин Боневасија · Холандија            | 45,41    |
| Берлин 2018 детаљи     | Метју Хадсон-Смит · Уједињено Краљевство | 44,78      | Кевин Борле · Белгија                    | 45,13    | Џонатан Борле · Белгија                    | 45,19    |
| Минхен 2022 детаљи     | Метју Хадсон-Смит · Уједињено Краљевство | 44,53      | Рики Петручијани · Швајцарска            | 45,03    | Алекс Хајдок-Вилсон · Уједињено Краљевство | 45,17    |
| Рим 2024 детаљи        | Александер Дум · Белгија                 | 44,15 РЕП  | Чарли Добсон · Уједињено Краљевство      | 44,38    | Лимарвин Боневасија · Холандија            | 44,88    |
| Бирмингем 2026         |                                          |            |                                          |          |                                            |          |

## Биланс медаља
| #   | Држава               |    |    |    |    |
| --- | -------------------- | -- | -- | -- | -- |
| 1.  | Уједињено Краљевство | 13 | 6  | 5  | 24 |
| 2.  | Западна Немачка      | 3  | 1  | 4  | 8  |
| 3.  | Пољска               | 2  | 2  | 2  | 6  |
| 4.  | Белгија              | 2  | 1  | 1  | 4  |
| 5.  | Немачка              | 2  | 0  | 1  | 3  |
| 6.  | Француска            | 1  | 4  | 3  | 8  |
| 7.  | Чешка                | 1  | 1  | 0  | 2  |
| 8.  | СССР                 | 1  | 0  | 1  | 2  |
| 9.  | Данска               | 1  | 0  | 0  | 1  |
| 10. | Источна Немачка      | 0  | 3  | 2  | 5  |
| 11. | Холандија            | 0  | 1  | 2  | 3  |
| 12. | Мађарска             | 0  | 1  | 1  | 2  |
| 12. | Швајцарска           | 0  | 1  | 1  | 2  |
| 14. | Италија              | 0  | 1  | 0  | 1  |
| 14. | Русија               | 0  | 1  | 0  | 1  |
| 14. | Финска               | 0  | 1  | 0  | 1  |
| 14. | Чехословачка         | 0  | 1  | 0  | 1  |
| 14. | Шпанија              | 0  | 1  | 0  | 1  |
| 19. | Шведска              | 0  | 0  | 2  | 2  |
| 20. | Израел               | 0  | 0  | 1  | 1  |
|     | Укупно 20 земаља     | 26 | 26 | 26 | 78 |

|     | Атлетичар           | Земља                |   |   |   |   |
| --- | ------------------- | -------------------- | - | - | - | - |
| 1.  | Роџер Блек          | Уједињено Краљевство | 2 | 1 | 0 | 3 |
| 1.  | Метју Хадсон-Смит   | Уједињено Краљевство | 2 | 1 | 0 | 3 |
| 3.  | Мартин Руни         | Уједињено Краљевство | 2 | 0 | 1 | 3 |
| 4.  | Дејвид Џенкинс      | Уједињено Краљевство | 1 | 1 | 0 | 2 |
| 4.  | Павел Маслак        | Чешка                | 1 | 1 | 0 | 2 |
| 4.  | Кевин Борле         | Белгија              | 1 | 1 | 0 | 2 |
| 7.  | Дерек Пуг           | Уједињено Краљевство | 1 | 0 | 1 | 2 |
| 7.  | Станислав Гређињски | Пољска               | 1 | 0 | 1 | 2 |
| 7.  | Јан Вернер          | Пољска               | 1 | 0 | 1 | 2 |
| 10. | Жак Линис           | Француска            | 0 | 2 | 0 | 2 |
| 10. | Томас Шенлебе       | Источна Немачка      | 0 | 2 | 0 | 2 |
| 12. | Манфред Киндер      | Западна Немачка      | 0 | 1 | 1 | 2 |
| 13. | Лимарвин Боневасија | Холандија            | 0 | 0 | 2 | 2 |